# Waltersdorf (Zittauer Gebirge)
Waltersdorf is een plaats in de Duitse gemeente Großschönau, deelstaat Saksen, en telt 1.418 inwoners (2006). Het langgerekte dorp Waltersdorf is gelegen in het Zittauer Gebergte, 2 à 3 kilometer ten zuiden van Großschönau zelf, direct aan de grens met Tsjechië. Het dorp leeft overwegend van het toerisme.

## Geschiedenis
Vanaf de 16e eeuw kende het dorp enige nijverheid in de vorm van steengroeven. Er werd zandsteen gewonnen voor de productie van o.a. molenstenen en deurkozijnen. In het midden van de 16e eeuw was er sprake van enige mijnbouw (winning van zilvererts). Vanaf de 17e eeuw was er, evenals in Großschönau, enige textielnijverheid ( huisweverijen). In 1713 werd de huidige barokke dorpskerk gebouwd. Na 1823, toen een goed begaanbaar bergpad naar de top van de berg Lausche werd aangelegd, en er horecagelegenheden gebouwd werden, ontstond het toerisme naar Waltersdorf. Vanaf 1930, toen een springschans voor skispringen aangelegd werd, was Waltersdorf een bescheiden wintersportoord. In 1956 ontstond een DDR-kindervakantiekamp, en in datzelfde jaar werd de historische watermolen van het dorp ( de Mittelmühle) als streekmuseum ingericht. Na de Wende werden veel gebieden in de omgeving van Waltersdorf tot natuurreservaat uitgeroepen. Ook is er sprake van intensieve samenwerking met Tsjechische buurdorpen op toeristisch en ecologisch gebied. Veel in het verleden intensief door de mens gebruikte terreinen worden renaturiert (natuurherstel).

## Toerisme, bezienswaardigheden
Het huidige toerisme richt zich vooral op wandelen en in de winter langlaufen. De tourist information van het dorp is gevestigd in het grote, historische, in 2003 gerestaureerde huis Niederkretscham, dat in het verleden als gerechtsgebouw heeft gediend. Het aan een Slavische taal ontleende begrip Kretscham duidt een doorgaans grote herberg of bierhuis aan, in bezit van iemand, die het recht had bier te brouwen. Vaak was dat in een dorp de aanzienlijkste inwoner, die ook recht mocht spreken. De combinatie herberg - gerechtsgebouw was in deze streken van Duitsland niet ongewoon. De uitbater of eigenaar van een Kretscham heette een Kretschmer of Kretschmar.
In Waltersdorf staan ongeveer 300 zogenaamde Umgebindehäuser. Deze huizen, meest uit de 18e of 19e eeuw daterend, zijn een combinatie van oud-Slavische houten blokhuizen (beneden) en Duitse vakwerkhuizen (eromheen en boven), vaak met fraaie zandstenen voordeurportalen.
Bezienswaardig is de evangelisch-lutherse dorpskerk van Waltersdorf. Het kerkorgel dateert gedeeltelijk nog uit de 18e eeuw; het originele instrument werd gebouwd door Johann Gottlieb Tamitius.

## Afbeeldingen

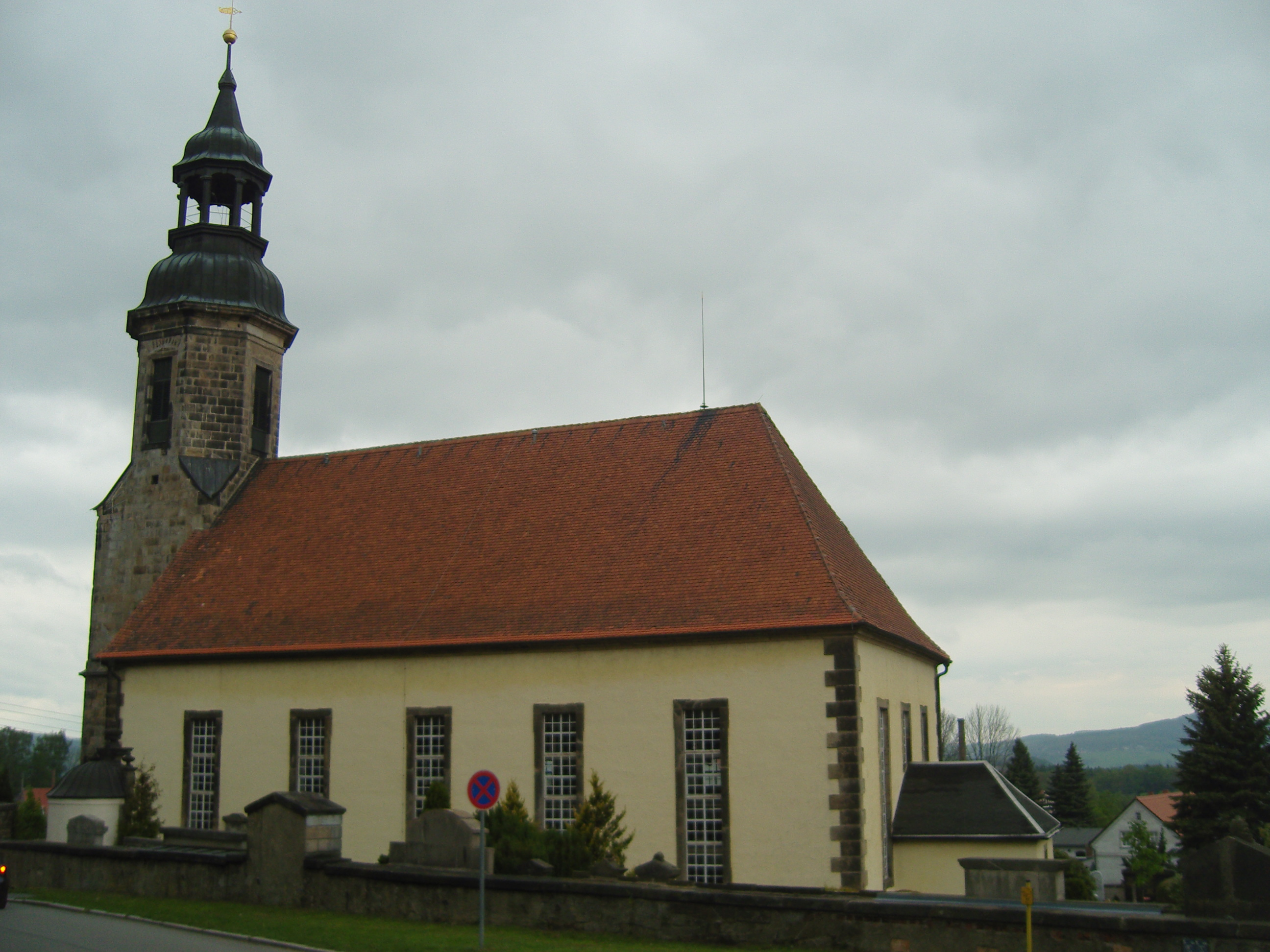
Evang.-lutherse dorpskerk (1713) te Waltersdorf
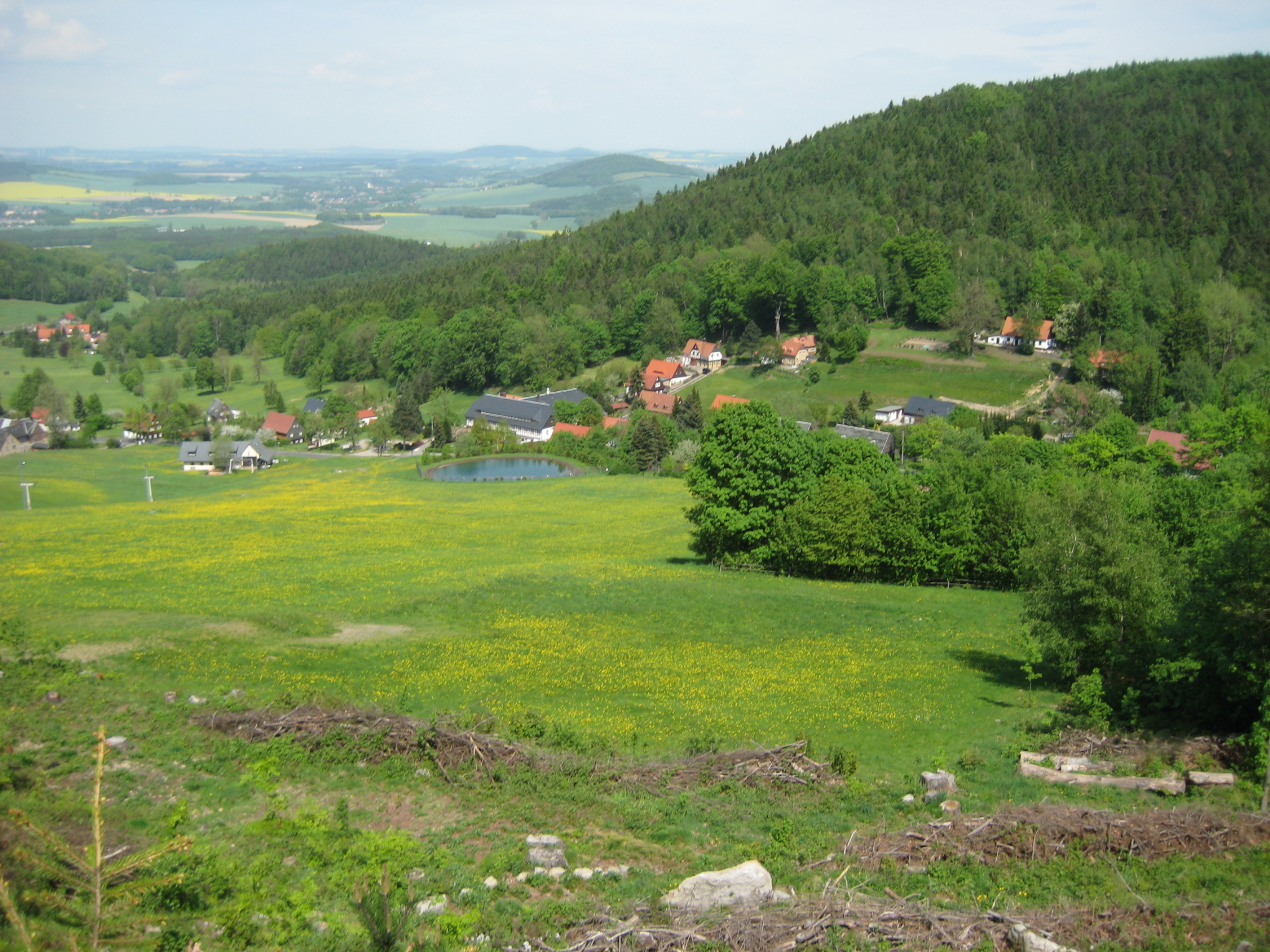
Uitzicht vanuit hotel Hubertusbaude
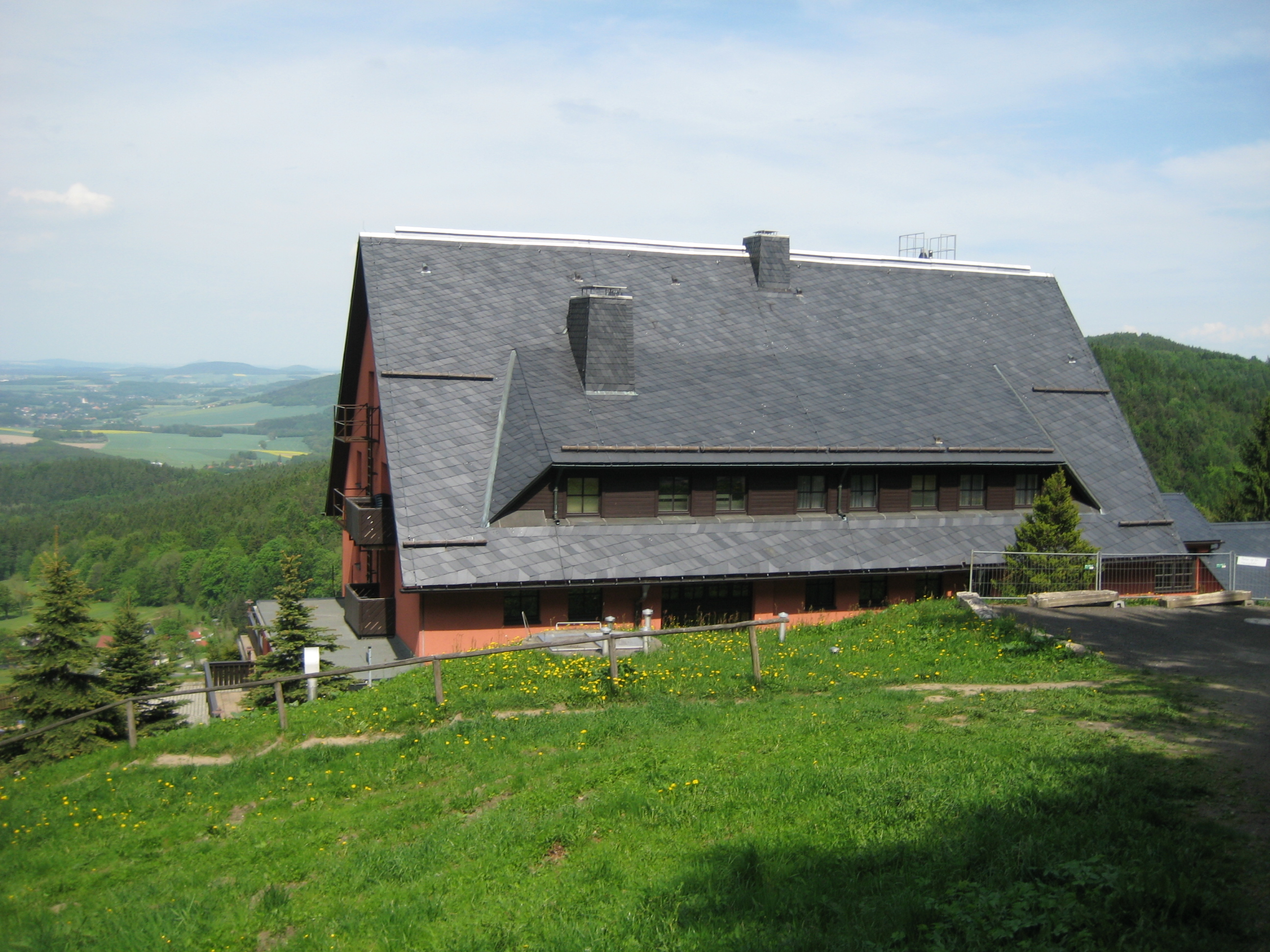
Hotel Hubertusbaude
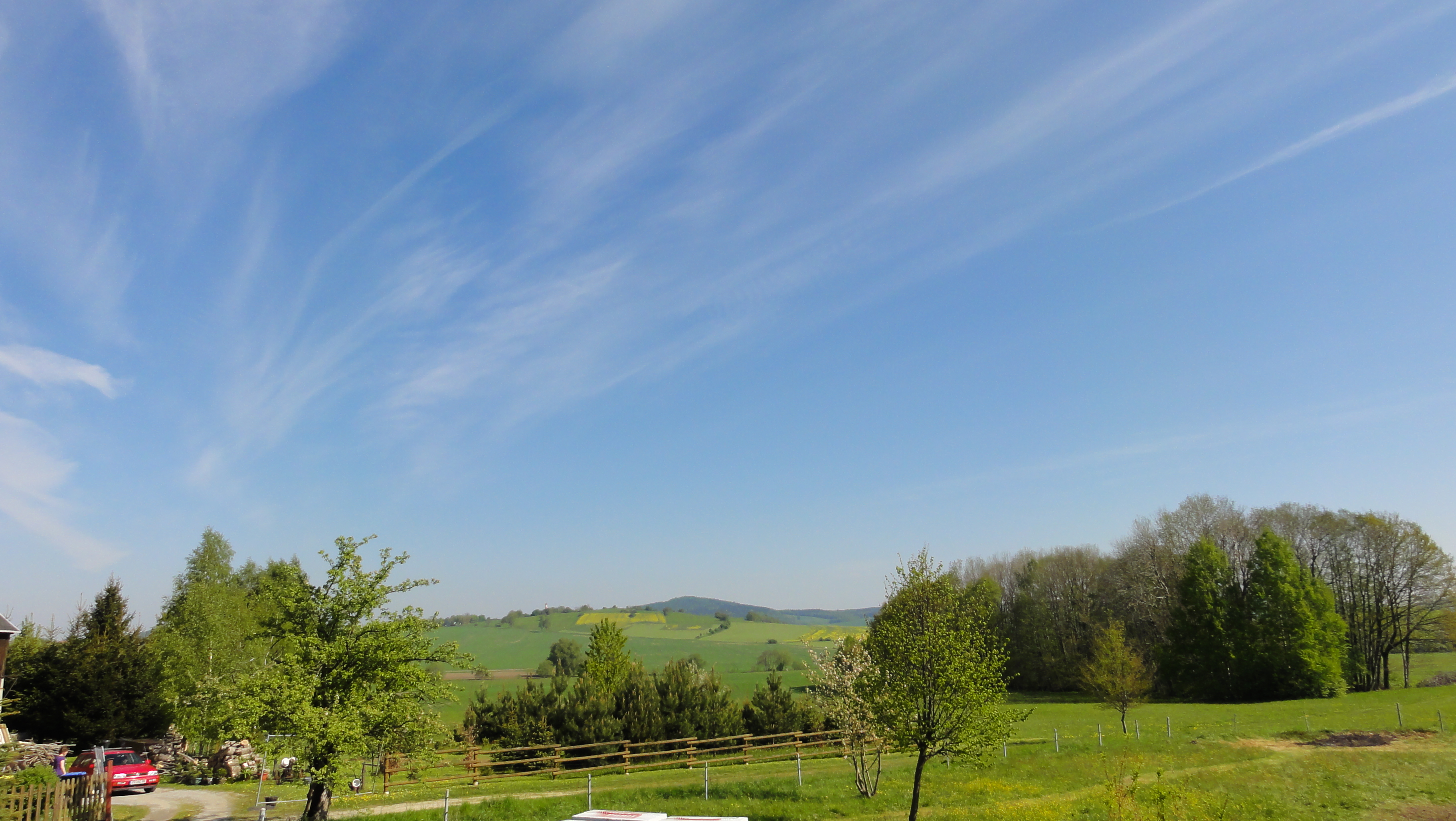
Uitzicht op Finkenhübel
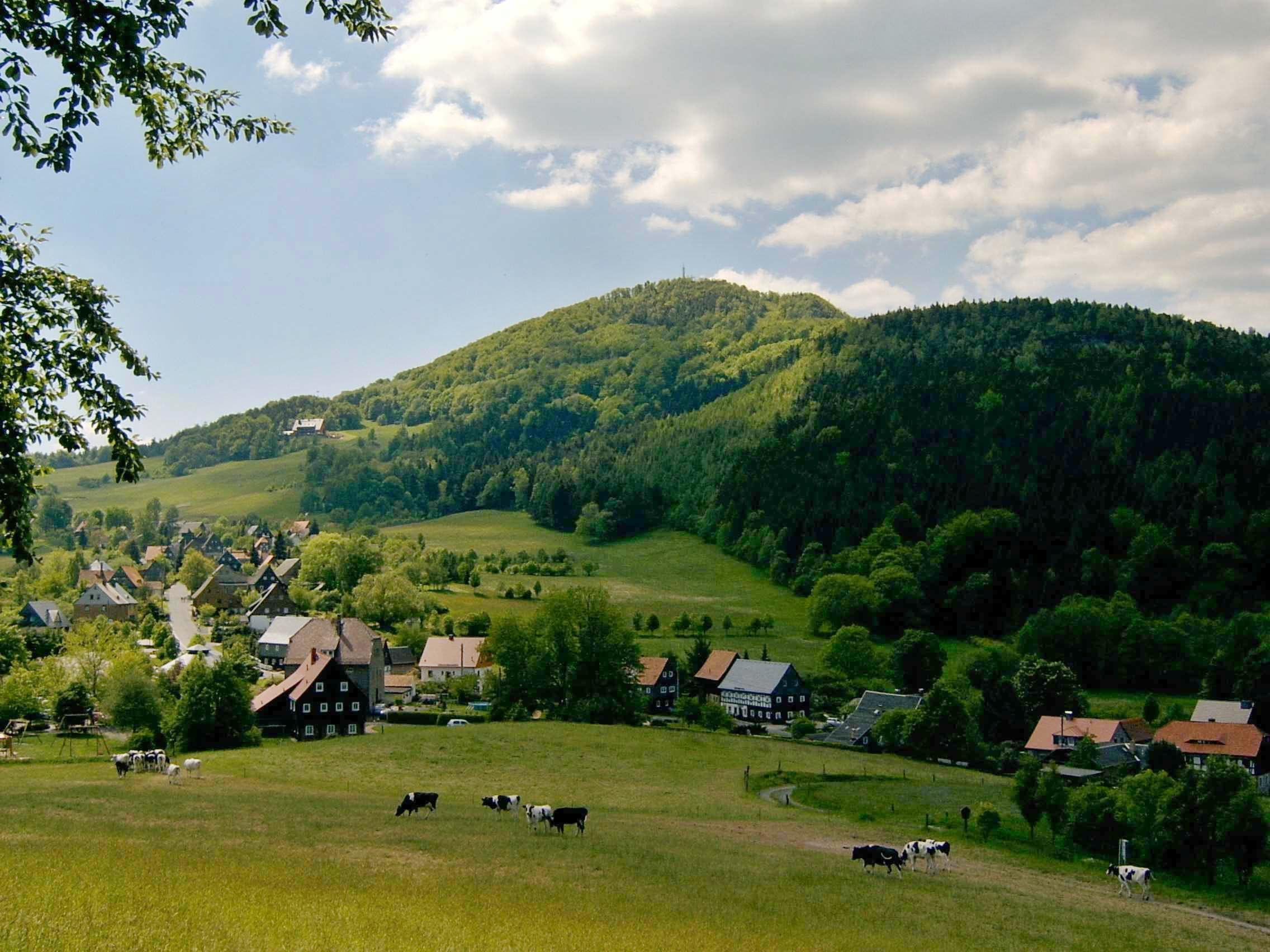
Uitzicht op de berg Lausche
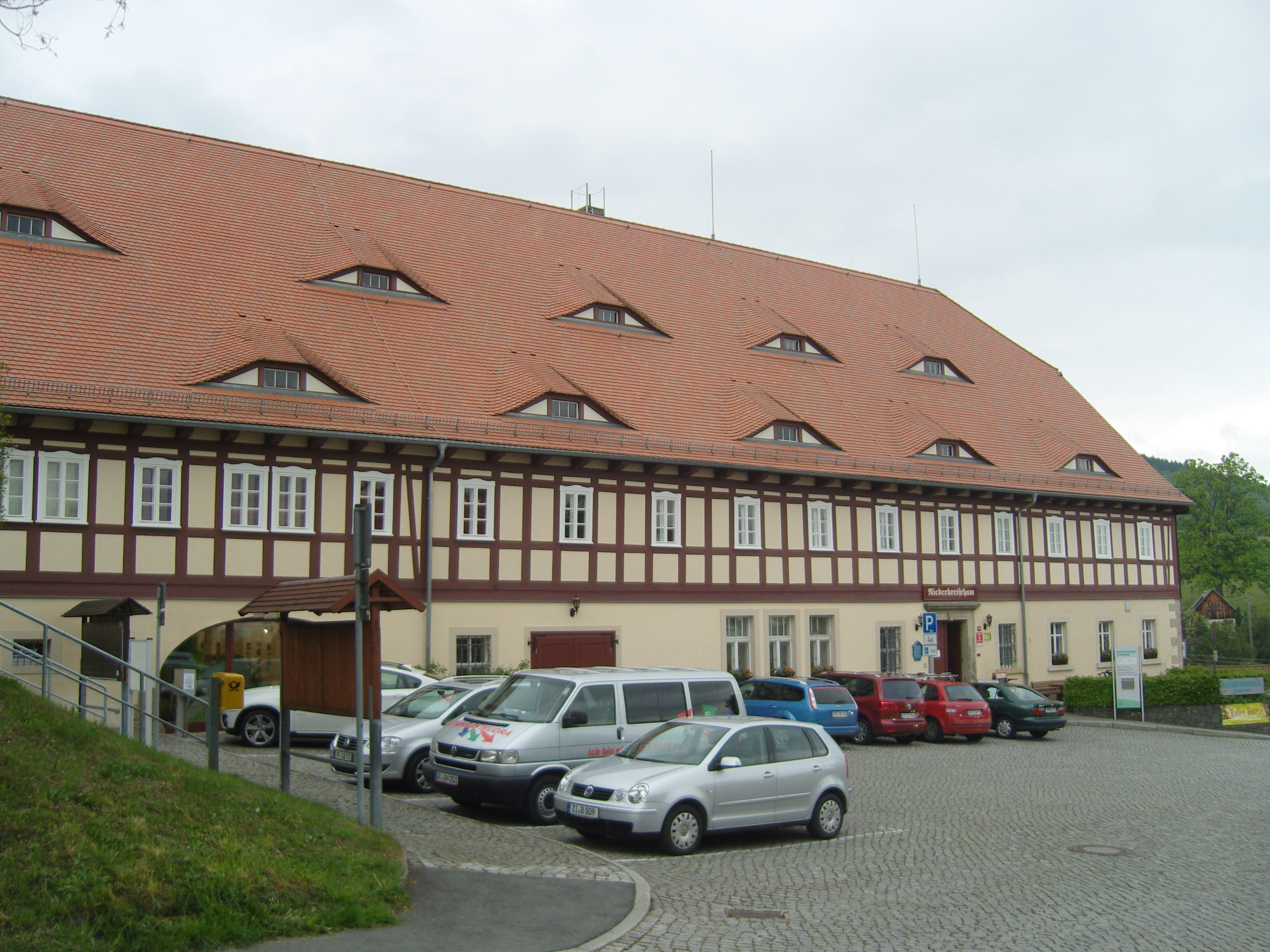
Gebouw Niederkretscham
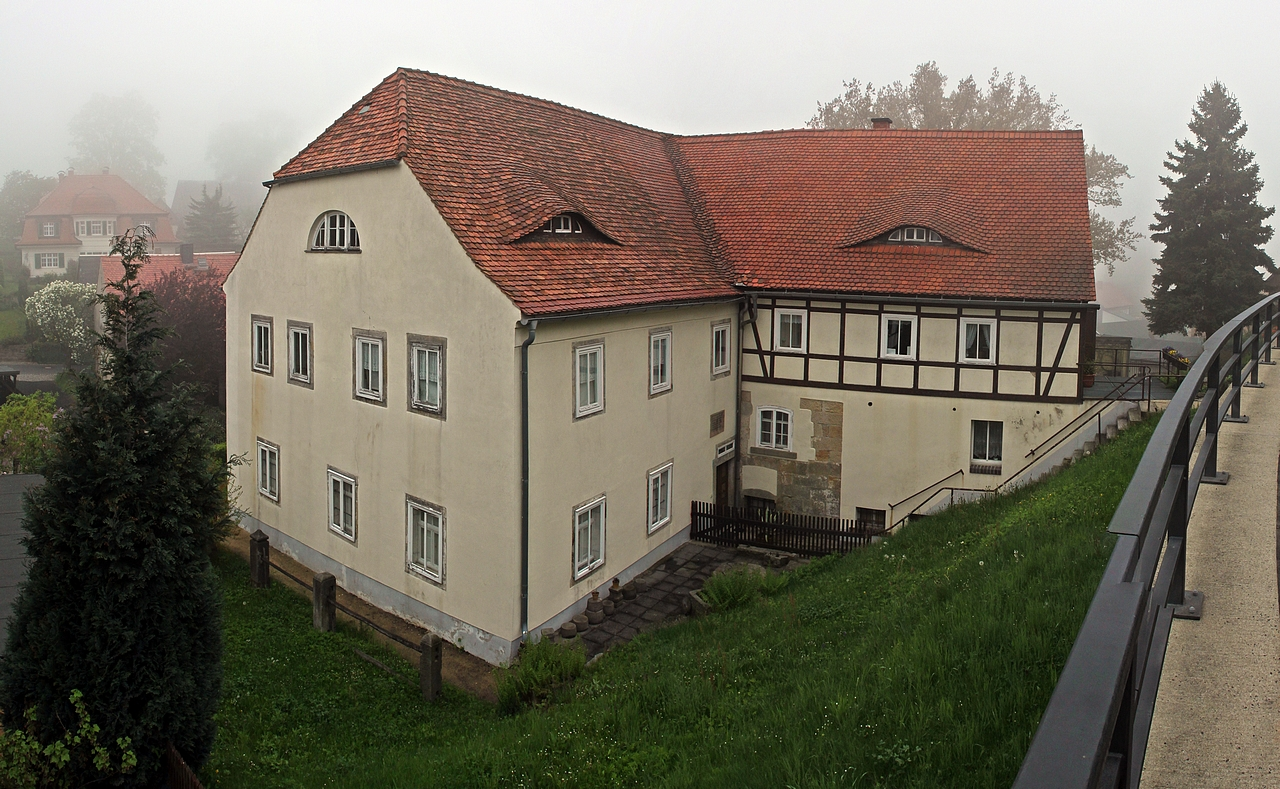
Molen- en dorpsmuseum Mittelmühle
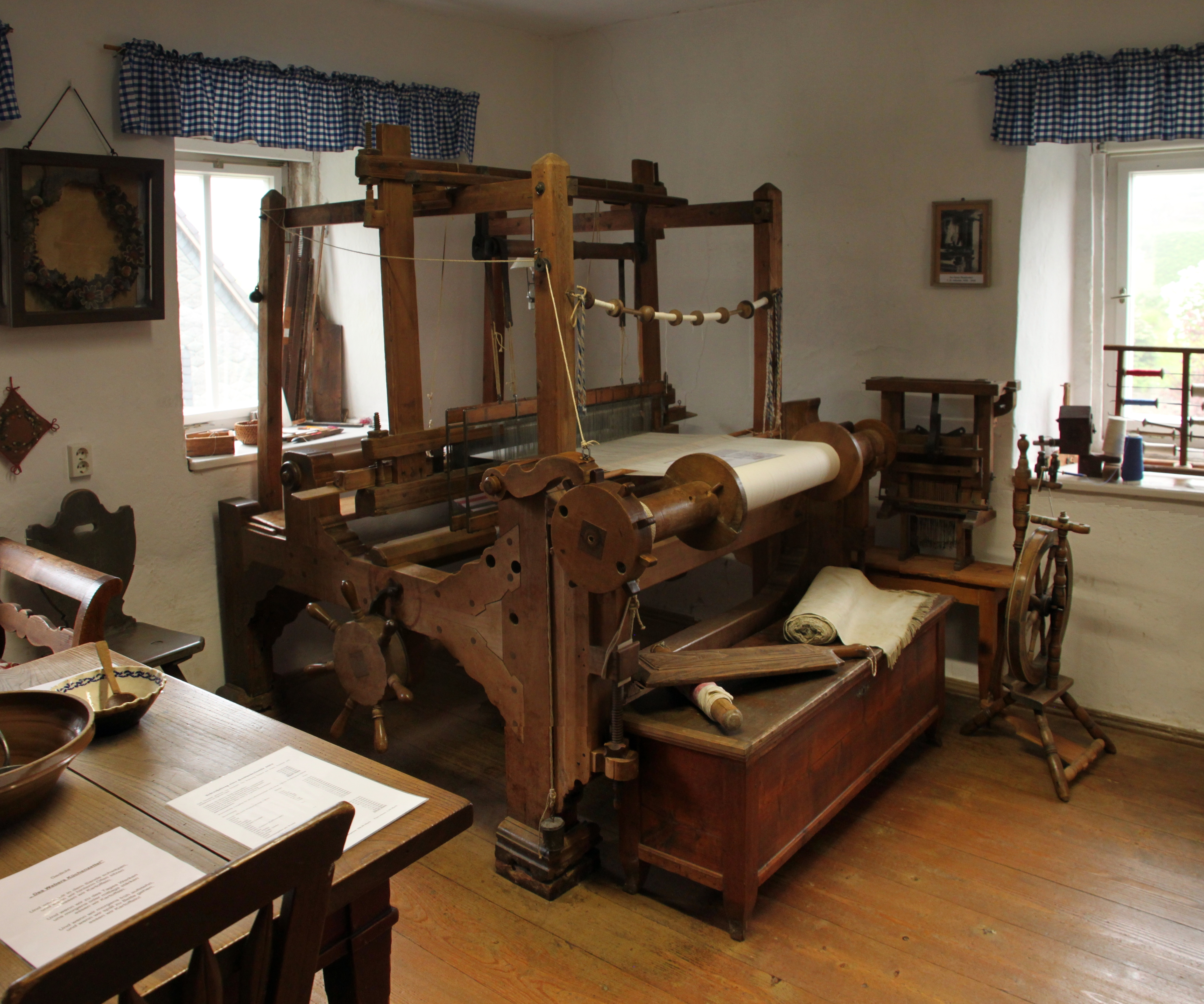
Historisch weefgetouw in deze molen
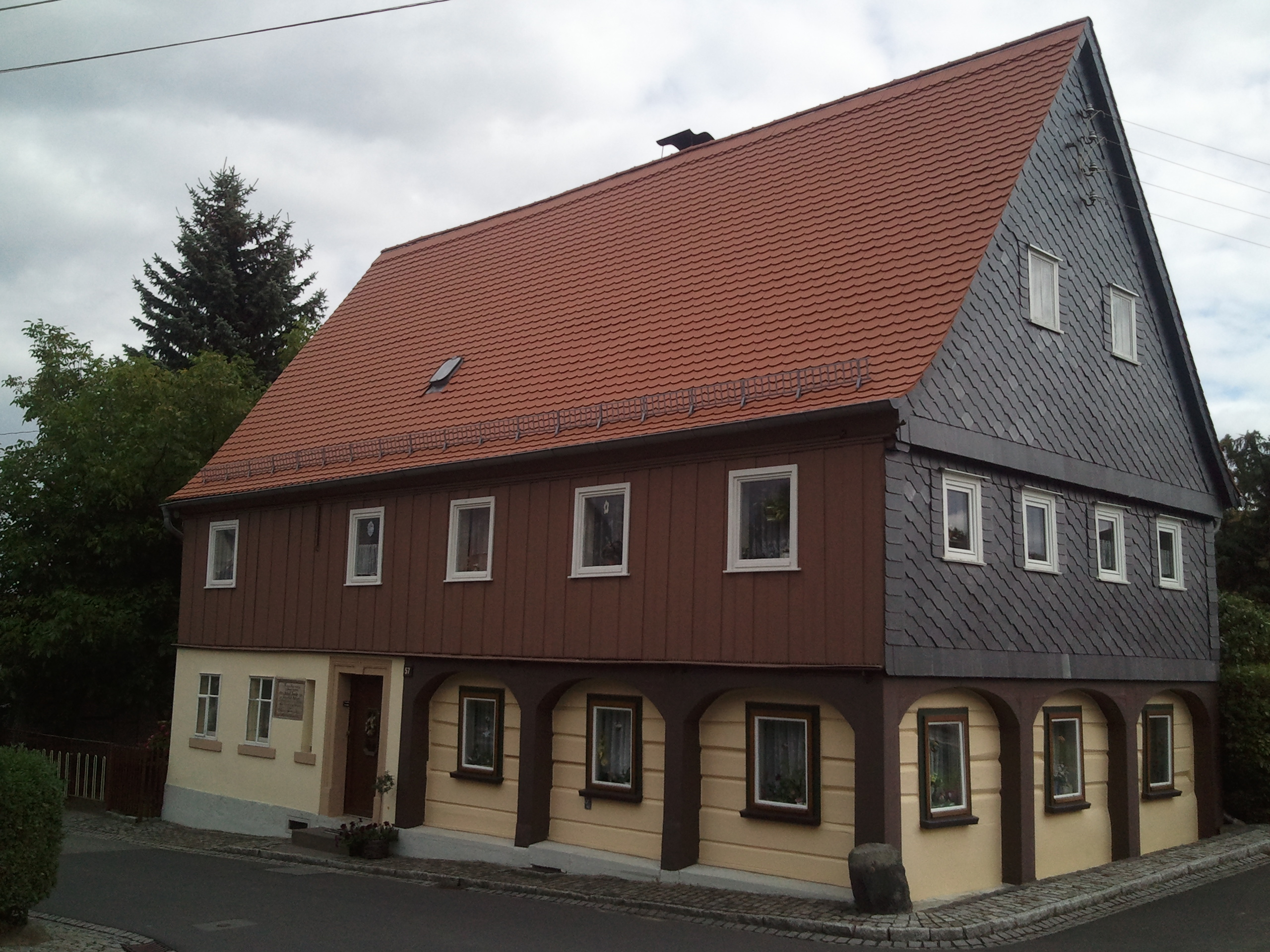
Geboortehuis van de componist Friedrich Schneider (1786-1853)
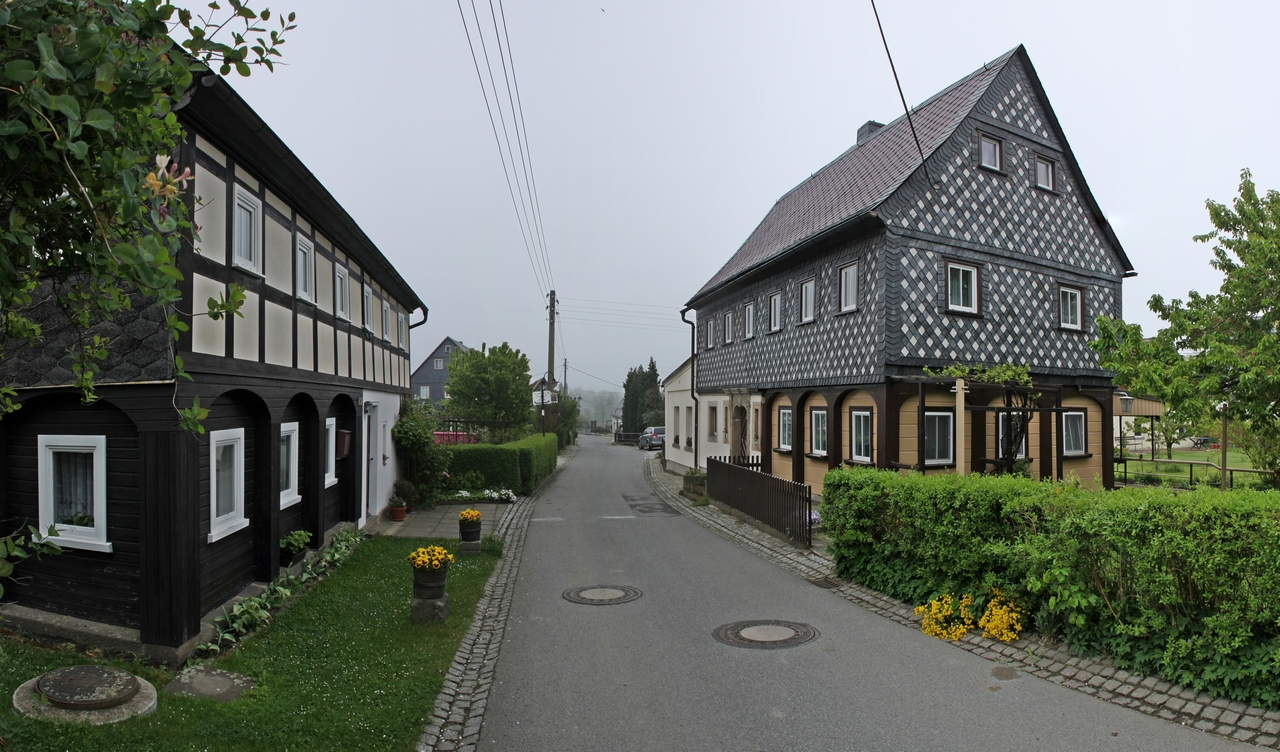
Historische Umgebindehäuser in het dorp
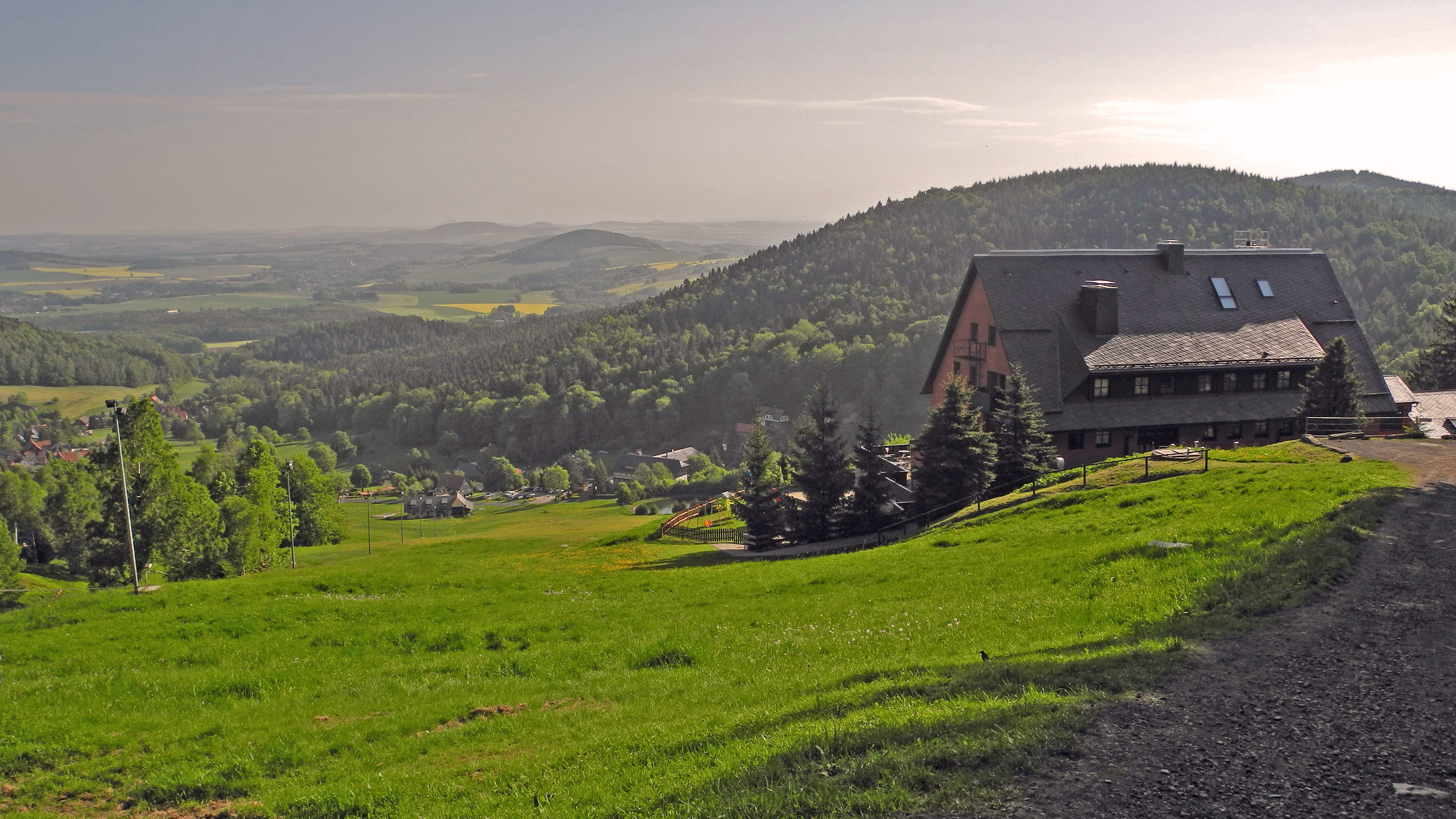
Uitzicht op Waltersdorf
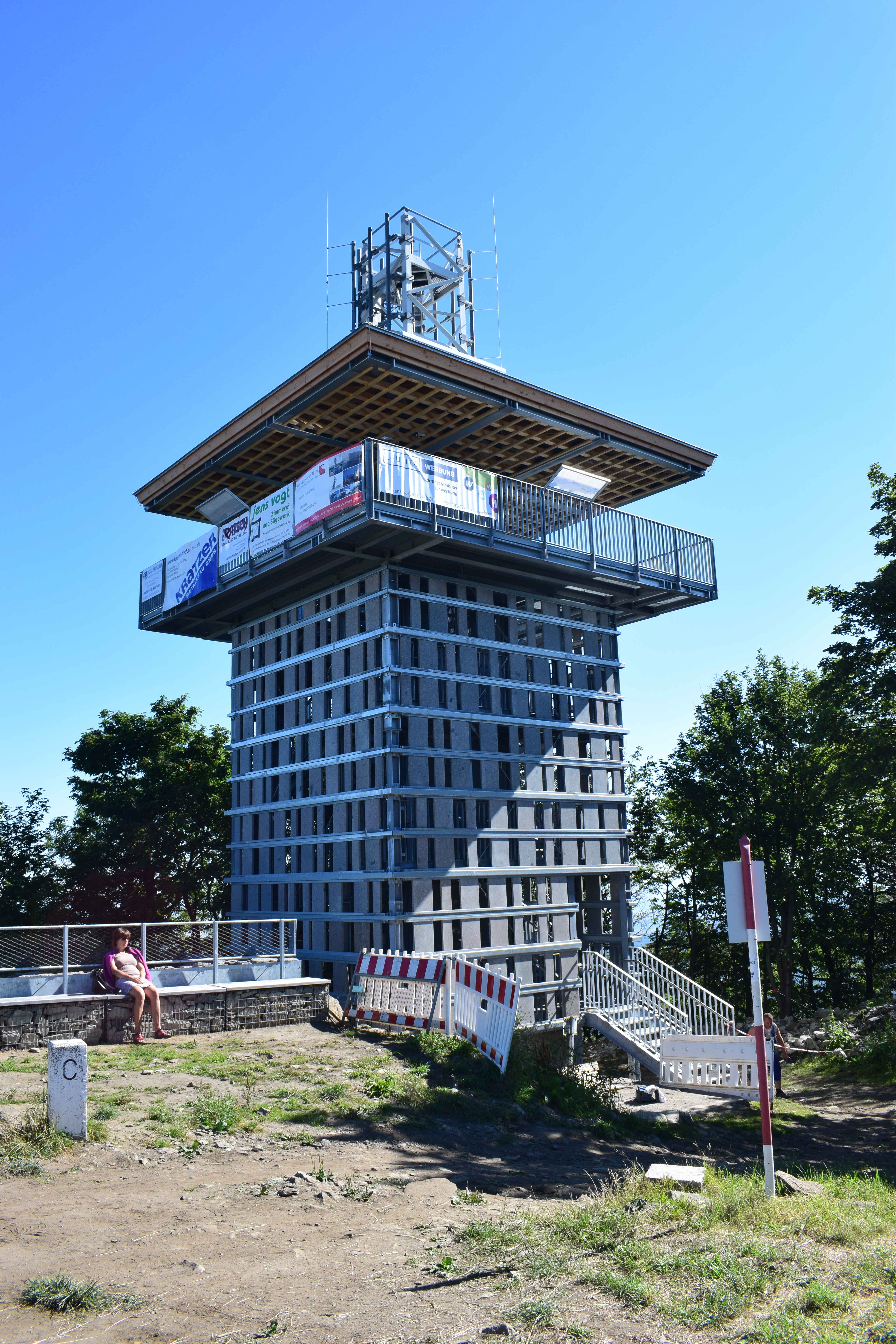
Uitzichttoren op de Lausche, voltooid in 2020